# (36628) 2000 QV165
2000 QV165 (asteroide 36628) é um asteroide da cintura principal. Possui uma excentricidade de 0.02422560 e uma inclinação de 8.25776º.
Este asteroide foi descoberto no dia 31 de agosto de 2000 por LINEAR em Socorro.